# Modysticus
Modysticus là một chi nhện trong họ Thomisidae.